# Franjo Hanaman

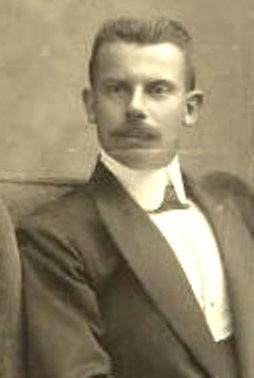
Franjo Hanaman

Reklamemarke für Glühlampe, Dr. Just Wolfram

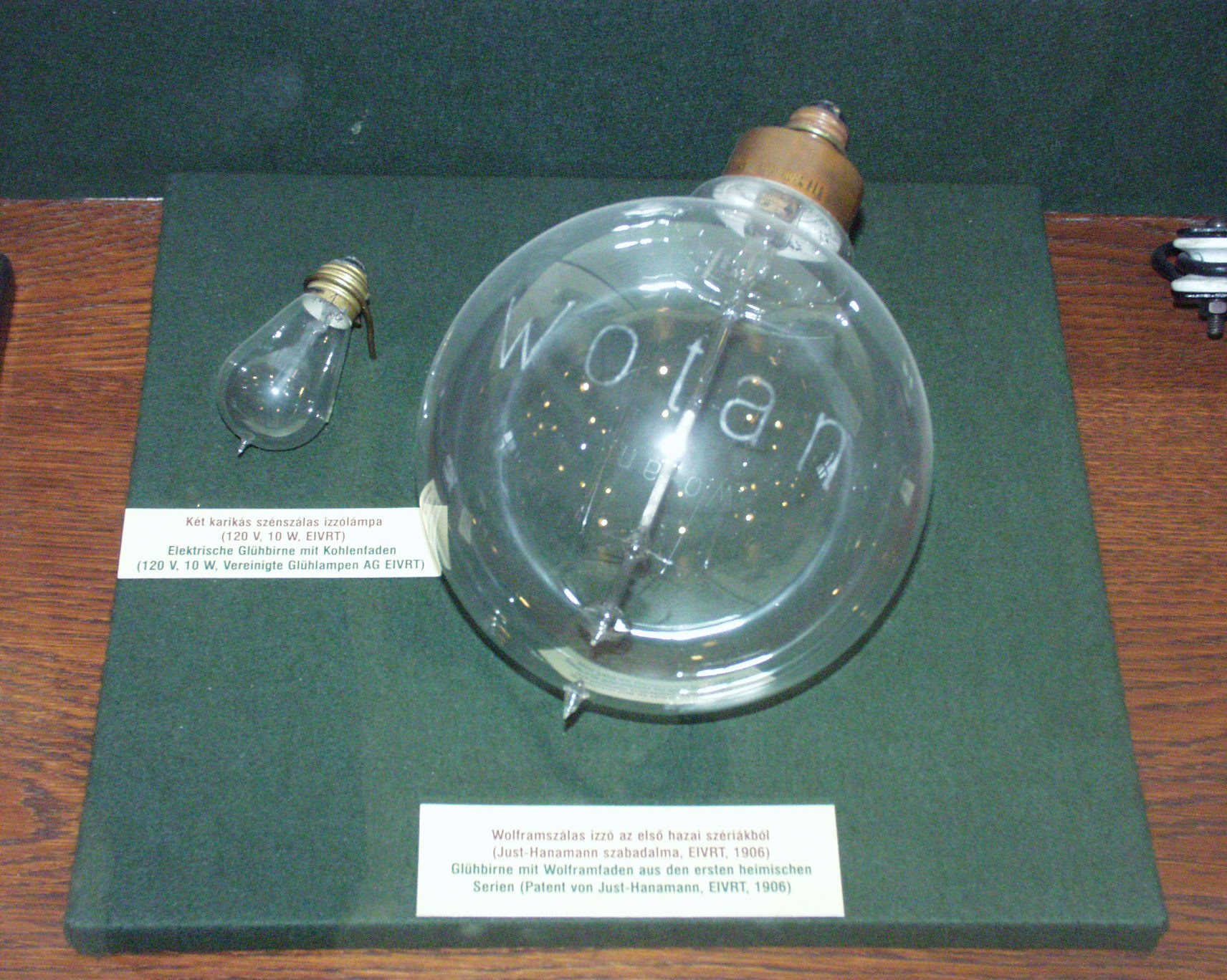
Rechts eine Just–Hanaman-Wolframlampe, Budapest, 1906.

Franjo Hanaman (auch Franz Hanaman; * 30. Juni 1878 in Drenovci nahe Županja, Österreich-Ungarn; † 23. Januar 1941 in Zagreb) war ein jugoslawischer Erfinder, Ingenieur und Chemiker. Zusammen mit Alexander Just erfand er 1903/1904 die elektrische Wolframdrahtlampe.  

## Leben
Seine Eltern waren der Händler Gjuro Hanamann (1847–1921) und Emilija, geb. Mandušić. Der große Bruder war Aleksandar (1875–1950).
Hanaman schloss 1899 an der Technischen Hochschule Wien sein Studium ab.
1901–1904 war er Assistent am Institut für analytische Chemie in Wien. Gemeinsam mit seinem deutschen/ungarischen Assistenten Alexander Just (1874–1937) entwickelte er bei der Bayerischen Glühfädenfabrik oder Wolframlampen AG in Augsburg-Lechhausen ein Verfahren zur Herstellung von Wolframglühdrähten für elektrisch betriebene Wolframdrahtlampen. Am 15. April 1903 erhielt er das Patent (DRP) Verfahren zur Herstellung von Glühkörpern aus Wolfram oder Molybdän für elektrische Glühlampen. Am 13. Dezember 1904 ließ er dieses Verfahren in Budapest patentrechtlich schützen. Das Prinzip des Verfahrens beruht darauf, dass ein glühender Kohlenfaden in einer Atmosphäre von Wolframoxychloriden und Wasserstoff sich in einen Faden aus reinem Wolfram umwandeln lässt. Im Jahr 1910 verkaufte er dieses Patent an General Electric. Seine Erfindungen ermöglichten darüber hinaus auch die technische Weiterentwicklung der Glühlampen sowie der frühen Dioden und Trioden.
1904–1911 arbeitete er als Chemiker in der Zementfabrik im ungarischen Lédecz. 1911–1915 war er am Institut für Eisenmetallurgie an der Technischen Hochschule Charlottenburg, wo er 1913 mit der Arbeit Über Rostversuche mit nitriertem Eisen promovierte. Er habilitierte sich mit Über Cer-Legierungen. Die Cer-Kupfer-Legierungen und ihre Konstitution (Leipzig 1915).
Im Ersten Weltkrieg leitete er das Institut für Baumaterialuntersuchungen im aeronautischen Arsenal Wien-Fischamend. Von 1919 bis 1922 war er Generaldirektor der Jugoslavenska industrija motora d. d. (Jugoslawische Motorenindustrie AG) in Zagreb. An der Technischen Hochschule Zagreb lehrte er ab 1920 als Privatdozent, ab 1922 als Professor für anorganische Chemietechnik und Metallurgie. 1924/25 war er Rektor.
In den Jahren 1934 bis 1939 war er Chefredakteur der Zeitschrift Archiva za hemiju i farmaciju (Archiv für Chemie und Pharmazie).